# Gori (músico)
Carlos Ramiro Loncharich (Buenos Aires, Argentina, 5 de noviembre de 1973), más conocido como Gori, es un músico, cantante, DJ, compositor y productor argentino. Es el líder de la banda de rock argentina Fantasmagoria, y también ha participado como guitarrista con Juanse y Fun People.

## Carrera
A fines de los 80 frecuentaba el circuito de Zona Cyborg, Mac Arthur, Arpegios, Teatro Arlequines y Cemento. En ese tiempo se sumó como guitarrista a Los Enfermos, banda punk rock de la zona sur de la ciudad.
En 1990, fue uno de los fundadores de Minoría Activa junto a Juanjo Burgos, Yago Blanco, Guillermo Callejas y Esteban Seijo, y continuó en el género con la banda Autocontrol en 1993, junto a Julián Vadalá, César Rojas y Mariano Torres.Estas dos bandas formaron parte del movimiento Buenos Aires Hardcore.
A principios de 1996, armó Catarsis banda influenciada por Quicksand y Fugazi entre otros. Con Cexxxa en el bajo, Nico Kalwill en la otra guitarra, e Ignacio Brizuela en batería. De ahí se registraron un cassette y un CD. En el 2022, el sello Sniffing recording, reeditó todo eso en un vinilo.
Fabricó y diseñó indumentaria que vendía en un local de la galería Bond Street. Trabajó en decoración y ambientación de vidrieras, discotecas, y armaba las escenografías de sus shows. 
En 1998, le llega el turno de integrar Fun People, la banda más convocante en la que participó hasta ese momento. Aquí estuvo un par de años dando shows y saliendo de gira. Tocó en Europa y en EEUU, y fue allá donde grabó The Art(e) of Romance, bajo las órdenes de Steve Albini.
En 2001 abandona la banda para formar Fantasmagoria, un proyecto solista con Ignacio Brizuela en la batería y su hermano Gustavo en el bajo.
En paralelo, armó Sacachispas, banda influenciada por los Rolling Stones, MC5 y New York Dolls. Y con su cantante Pato Dominguez, también generaron las Sympathy for the party, fiestas que se abrieron un espacio entre la movida electrónica, ya que eran exclusivamente para bailar pop y rock. 
También toco la batería en Ahuyentademonios, country folk en Hermanos de distinto padre y madre con su amigo Pil del Villar, se introdujo en el Hawaiian rock de Boconas junto a Adriana y a Flor (con quien luego tendría a su hija Joy), el ajustado punk rock de Bombas de Amor, junto al Chuly, bajista de Fun People y al Chino, baterista de Cadena Perpetua.
En septiembre del 2012, la revista Rolling Stone lo ubicó en el puesto 81 de 100 en su lista de «los grandes guitarristas argentinos»
Produjo y grabó arreglos vocales, junto a Boconas, para los shows «Gracias Totales», homenaje de Soda Stereo y para el show de regreso de Ratones Paranoicos en el Hipódromo de Palermo.